# 中山真見
中山 真見（なかやま まみ、1984年9月22日 - ）は、日本の読者モデル、実業家。東京都江戸川区出身。

## 略歴・人物
青山学院女子短期大学家政学科に学生として通う傍ら、『JJ bis』などで読者モデルとして活動した。芸能活動としては、2005年度に日本テレビの『恋のから騒ぎ』に12期生として出演した。その後、2006年10月からはTBSの『オビラジR』にて、「オビガールG」として出演した。
現在は、読者モデルとしての活動のほか、短期大学を卒業後、自ら立ち上げた保険代理店の経営者としても活動している。
2009年3月29日に結婚。2011年6月8日、第一子となる男児を出産した。
弟と妹がいる。

## 出演

### バラエティ
- 恋のから騒ぎ（2005年、日本テレビ）
- オビラジR（2006年、TBS）